# Lista gmin w stanie Durango

Lokalizacja stanu Durango na mapie Meksyku

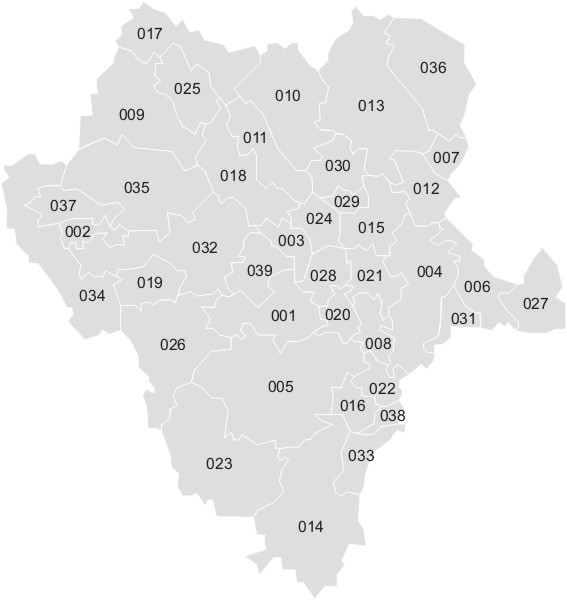
Gminy stanu Durango oznaczone kodami Meksykańskiego Instytutu Statystycznego

Meksykański stan Durango podzielony jest na 39 gmin (hiszp. municipios).
| INEGI (kod statystyczny) | Nazwa gminy           | Siedziba władz               | Liczba ludności |
| ------------------------ | --------------------- | ---------------------------- | --------------- |
| 001                      | Canatlán              | Ciudad Canatlán              | 29 354          |
| 002                      | Canelas               | Canelas                      | 4 091           |
| 003                      | Coneto de Comonfort   | Coneto de Comonfort          | 4 309           |
| 004                      | Cuencamé              | Cuencamé de Ceniceros        | 31 616          |
| 005                      | Durango               | Victoria de Durango          | 526 659         |
| 006                      | General Simón Bolívar | General Simón Bolívar        | 10 501          |
| 007                      | Gómez Palacio         | Gómez Palacio                | 304 515         |
| 008                      | Guadalupe Victoria    | Ciudad Guadalupe Victoria    | 32 058          |
| 009                      | Guanaceví             | Guanaceví                    | 10 224          |
| 010                      | Hidalgo               | Villa Hidalgo                | 4 208           |
| 011                      | Indé                  | Indé                         | 4 824           |
| 012                      | Lerdo                 | Ciudad Lerdo                 | 129 191         |
| 013                      | Mapimí                | Mapimí                       | 22 940          |
| 014                      | Mezquital             | San Francisco del Mezquital  | 30 069          |
| 015                      | Nazas                 | Nazas                        | 12 166          |
| 016                      | Nombre de Dios        | Nombre de Dios               | 17 318          |
| 017                      | Ocampo                | Villa Ocampo                 | 9 222           |
| 018                      | El Oro                | Santa María del Oro          | 10 501          |
| 019                      | Otáez                 | Otáez                        | 4 543           |
| 020                      | Pánuco de Coronado    | Francisco I. Madero          | 11 886          |
| 021                      | Peñón Blanco          | Peñón Blanco                 | 9 891           |
| 022                      | Poanas                | Villa Unión                  | 23 466          |
| 023                      | Pueblo Nuevo          | El Salto                     | 47 104          |
| 024                      | Rodeo                 | Rodeo                        | 11 231          |
| 025                      | San Bernardo          | San Bernardo                 | 3 726           |
| 026                      | San Dimas             | Tayoltita                    | 19 303          |
| 027                      | San Juan de Guadalupe | San Juan de Guadalupe        | 5 858           |
| 028                      | San Juan del Río      | San Juan del Río             | 10 634          |
| 029                      | San Luis del Cordero  | San Luis del Cordero         | 2 013           |
| 030                      | San Pedro del Gallo   | San Pedro del Gallo          | 1 486           |
| 031                      | Santa Clara           | Santa Clara                  | 6 457           |
| 032                      | Santiago Papasquiaro  | Santiago Papasquiaro         | 41 539          |
| 033                      | Súchil                | Súchil                       | 6 928           |
| 034                      | Tamazula              | Tamazula de Victoria         | 25 888          |
| 035                      | Tepehuanes            | Santa Catarina de Tepehuanes | 11 605          |
| 036                      | Tlahualilo            | Tlahualilo de Zaragoza       | 19 882          |
| 037                      | Topia                 | Topia                        | 7 984           |
| 038                      | Vicente Guerrero      | Vicente Guerrero             | 20 614          |
| 039                      | Nuevo Ideal           | Nuevo Ideal                  | 24 245          |